# Ullmannita
La ullmannita es un mineral de la clase de los minerales sulfuros, y dentro de esta pertenece al llamado “grupo de la cobaltita”. Fue descubierta en 1843 en una mina en Gosenbach, en el estado de Renania del Norte-Westfalia (Alemania), siendo nombrada así en honor de Johann C. Ullmann, mineralogista y químico alemán. Un sinónimo poco usado es hartmannita.

## Características químicas
Es un sulfuro de níquel y antimonio.
Forma una serie de solución sólida con la willyamita (CoSbS), en la que la sustitución gradual del níquel por cobalto va dando los distintos minerales de la serie.
Además de los elementos de su fórmula, suele llevar como impurezas: hierro, cobalto, arsénico y bismuto.

## Formación y yacimientos
Aparece junto a otros minerales del níquel en vetas hidrotermales.
Suele encontrarse asociado a otros minerales como: niquelina, gersdorffita, pentlandita, calcopirita, pirrotita, galena, tetraedrita o discrasita.